# Pontus Själin
Jörgen Pontus Emanuel Själin, född 12 juni 1996 i Östersund, är en svensk professionell ishockeyspelare (back) som spelar för Luleå HF i SHL. Han är äldre bror till ishockeyspelaren Calle Själin.

## Meriter
- SM-silver 2022
- CHL-final 2023
- SM-guld 2025